# Themisztogenész
Themisztogenész (i. e. 4. század) görög író

## Élete
Szürakuszaiból származott, Xenophón mint a Koron anabaszisz íróját említi munkájában. Ebből az ókortudomány arra következtet, hogy Xenophón eredetileg az ő neve alatt jelentette meg először híres munkáját, az Anabasziszt. A Szuda-lexikon is így értelmezi Xenophón kijelentését.